# Bernhard Strigel
Bernhard Strigel, également connu comme le Maître de la Collection Hirscher (c. 1461 Memmingen - 4 mai 1528) est un peintre allemand de l'école de Souabe et le représentant le plus connu d'une famille d'artistes établie à Memmingen.
Son père était probablement Bartholomäus Zeitblom vivant à Ulm. Bernhard Strigel avait les faveurs de Maximilien Ier du Saint-Empire et comme tel voyagea à Augsbourg, Innsbruck et Vienne.

## Œuvre
- L'Empereur Maximilien et sa famille, 1516, panneau, 73 × 60 cm, Kunsthistorisches Museum de Vienne

Maximilien Ier lui commanda un portrait de famille conservé à Vienne, qui fait référence à l'alliance en 1515 de la dynastie des Habsbourg et de la famille royale de Hongrie, les Jagellon. L'humaniste Johannes Cuspinianus fit ajouter au tableau une peinture au verso, et un second panneau, le transformant ainsi en une véritable Sainte Famille. C'est la fonction politique et dynastique du portrait de cour qui s'affirme ici aux dépens de l'individualisation des personnages.